# Cordouan
Cordouanfyren (Phare de Cordouan) är belägen vid Girondeestuariet.
Cordouanfyren byggdes från 1584 till 1610 av Louis De Foix och Francois Beucher och är den äldsta fyren i Frankrike som fortfarande är i drift och den enda som är bemannad. Den ursprungliga fyren var omkring 30 meter hög och förhöjdes till sin nuvarande höjd på 64,8 meter av Joseph Teulère 1782–1789. Dess ljussken kan ses på över 30 kilometers avstånd. 

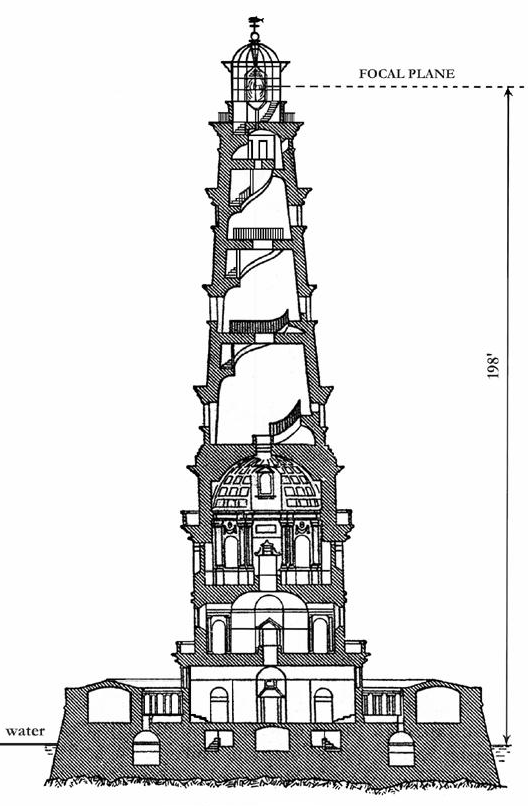
Tvärsnitt av fyren.

Cordouan var den första fyr i världen som år 1823 försågs med en Fresnel-lins utvecklad av den franske fysikern och forskaren Augustin-Jean Fresnel.
Ett kapell har byggts på första våningen och fyren har smyckats med färgade fönster. Kung Ludvig XIV av Frankrike tyckte så mycket om att tillbringa sin tid här att han lät inreda ett sovrum åt sig. Fyren utsågs till världsarv av unesco år 2021.
Cordouan är en populär turistdestination, inte enbart för sin magnifika arkitektur utan också för sina fina fiskemöjligheter och hundratals lågvattenpölar med räkor och krabba. Ostron växer vilt här och många tar med sig ostronknivar och äter direkt på stranden.